# 죽부인전
《죽부인전》(竹夫人傳)은 고려 말의 학자 이곡(李穀)이 지은 가전이다. 세상 사람들을 징계하고 가르칠 목적으로 대(竹)를 의인화해서 쓴 것이다. 본래 '죽부인'은 여름에 서늘하게 지내기 위해 안고 자는, 대로 만든 등신대(等身大)의 대바구니를 말한다.